# Maxe Baumann: Max bleibt am Ball
Max bleibt am Ball ist der siebte und damals vorerst letzter Schwank der Maxe-Baumann-Reihe aus dem Jahr 1982. Er wurde am 31. Dezember 1982 zum ersten Mal im Deutschen Fernsehfunk ausgestrahlt.

## Handlung
Maxes 70. Geburtstag steht vor der Tür. Doch ausgiebig feiern kann Max das große Jubiläum nicht.
Der Grund der verhagelten Geburtstagsfeier liegt wieder einmal im ehemaligen Betrieb von Max: Er liegt mit der Damenfußballmannschaft des Betriebes im Streit.
Der Betrieb hat seit kurzem einen neuen Leiter: Herrn Schraps. Der fördert lieber die Damenfußballmannschaft, die die Herrenfußballmannschaft des Betriebes seitdem weit übertrumpft.
Nun will Schraps auch noch einen neuen Trainer namens Ondrás Nocz aus Ungarn anheuern. Dieser soll die Damen auch weiterhin zu großen Erfolgen bringen. Für die Herrenfußballmannschaft des Betriebes hat Leiter Schraps weiterhin kein Interesse.
Max will aber die Anreise des neuen ungarischen Trainers verhindern. Er denkt sich einen Plan aus, der Trainer soll nie im Betrieb ankommen und sich auf dem Weg verirren.
Aber er hat seine Familie nicht bedacht. Die nämlich will die Sabotage von Max verhindern, damit der Trainer nicht beleidigt, der Betrieb nicht ruiniert und der Leiter nicht verärgert wird.
Am Ende wird es aber noch kurioser: Es taucht eine seltsame ungarische Frau auf, die aus Zufall oder auch nicht denselben Namen wie der zukünftige ungarische Trainer der Damenfußballmannschaft des Betriebes hat.